# Idflieg

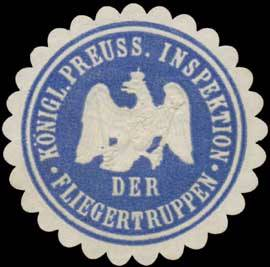
Emblème de l'Idflieg.

l'Idflieg (de l'allemand Inspektion der Fliegertruppen soit « Inspection des troupes volantes » ou « troupes d'aviation » en français) est le département du bureau de la guerre allemand qui supervisait l'aviation militaire allemande avant et pendant la Première Guerre mondiale.